# Красовские
Красовские (Крассовские, пол. Krasowski) — дворянские роды польского происхождения.
В члены Львовского братства записаны: в 1586 году Дмитрий и Иоанн Димидовичи Красовские, в 1649 году Степан, в 1666 году Николай, а в 1698 году Роман.
Старейший из них восходит к середине XVII в.; потомство Иосифа Красовского (1659) и сына его, Михаила Иосифовича, Черниговского полкового есаула (1710—1716). Род внесен в I часть родословной книги Черниговской губернии и пользовался гербом Ястржембец.
Другой род — потомство Фёдора Красовского (XVIII в.).

## Описание гербов

#### Малороссийский гербовник
1. Герб потомства Иосифа Крассовского (1659) и его сына Михаила Иосифовича Красовского: в голубом поле щита серебряная подкова, сопровождаемая внутри серебряным кавалерским крестом. Нашлемник: ястреб, держащий в лапе подобную же подкову с крестом (польский герб Ястржембец).
2. Герб потомства Фёдора Красовского (XVIII век): щит, четверочастно скошенный: в 1-м, красном и 2-м, золотом, полях серебряные полуперевязь справа и якорь в Андреевский крест; в 3-м, красном, и 4-м, золотом, полях серебряные противозубчатая полуперевязь справа и меч (шпага) в Андреевский крест. Нашлемник (неясен)[3].

#### Герб. Часть XVI. № 20.
Герб поручика Александра Крассовского: в лазоревом щите опрокинутая серебряная подкова, украшенная вверху золотым лапчатым крестом. На кресте чёрный ворон, обращённый вправо, с приподнятыми крыльями держит в клюве золотой перстень. Над щитом дворянский коронованный шлем. Нашлемник: чёрный ворон с приподнятыми крыльями, держащий в клюве золотой перстень (польский герб Слеповрон). Щитодержатели: два чёрных коня с красными глазами и золотыми копытами. Намёт голубой, подложен серебром.